# Mouyondzi
Mouyondzi – miasto w południowo-wschodnim Kongu, w departamencie Bouenza. Według danych na rok 2007 liczyło 12 695 mieszkańców. W mieście znajduje się port lotniczy Mouyondzi.